# Отворено првенство Ченаја у тенису 2009.
Отворено првенство Ченаја у тенису 2009 (познат и под називом Chennai Open 2009) је био тениски турнир који припада АТП 250 категорији у сезони 2009, који се играо на тврдој подлози. То је било 14. издање турнира који се одржао у Ченају у Индији на СДАТ тениском стадиону од 5—11. јануара 2009.

## Поени и новчане награде

### Распоред поена
| Конкуренција | П   | Ф   | ПФ | ЧФ | 2К | 1К  | КВ  | КВ3 | КВ2 | КВ1 |
| Појединачна  | 250 | 150 | 90 | 45 | 20 | 0   | 12  | 6   | 0   | 0   |
| Парови       | 250 | 150 | 90 | 45 | 0  | Н/Д | Н/Д | Н/Д | Н/Д | Н/Д |

### Новчане награде
| Конкуренција | П       | Ф       | ПФ      | ЧФ      | 2К     | 1К     | КВ   | КВ3  | КВ2 |
| Појединачна  | $73,000 | $37,000 | $19,500 | $10,600 | $6,350 | $3,960 | $650 | $315 | Н/Д |
| Парови*      | $23,000 | $11,900 | $6,600  | $3,150  | $1,950 | Н/Д    | Н/Д  | Н/Д  | Н/Д |

*по тиму

## Носиоци
| Држава | Играч              | Позиција1 | Носилац |
| ------ | ------------------ | --------- | ------- |
| РУС    | Николај Давиденко  | 5         | 1       |
| ШВА    | Станислас Вавринка | 13        | 2       |
| ХРВ    | Марин Чилић        | 23        | 3       |
| ХРВ    | Иво Карловић       | 38        | 4       |
| НЕМ    | Рајнер Шитлер      | 33        | 5       |
| ШПА    | Карлос Моја        | 42        | 6       |
| СРБ    | Јанко Типсаревић   | 49        | 7       |
| ШПА    | Марсел Гранољерс   | 56        | 8       |

- 1 Позиције од 29. децембра 2008.[1]

### Други учесници
Следећи играчи су добили специјалну позивницу за учешће у појединачној конкуренцији:
- Пракаш Амритраж
- Лукаш Длоухи
- Сомдев Деварман

Следећи играчи су ушли на турнир кроз квалификације:
- Рохан Бопана
- Данај Удомчоке
- Раџив Рам
- Флавио Чипола

### Одустајања
- Николај Давиденко (повреда леве пете - друго коло)
- Рајнер Шитлер (повреда зглоба - полуфинале)

## Носиоци у конкуренцији парова
| Држава | Играч        | Држава | Играч         | Позиција1 | Носиоци |
| ------ | ------------ | ------ | ------------- | --------- | ------- |
| ИНД    | Махеш Бупати | БАХ    | Марк Ноулз    | 13        | 1       |
| ЧЕШ    | Лукаш Длоухи | ИНД    | Леандер Паес  | 23        | 2       |
| ХОЛ    | Рогир Васен  | ХРВ    | Ловро Зовко   | 114       | 3       |
| САД    | Скот Липски  | САД    | Дејвид Мартин | 115       | 4       |

- 1 Позиције од 29. децембра 2008.

### Други учесници
Следећи играчи су добили специјалну позивницу за учешће у конкуренцији парова:
- Пракаш Амритраж/  Сомдев Деварман
- Јуки Бамбри/  Харш Манкад

## Шампиони

### Појединачно
Марин Чилић је победио  Сомдева Девармана са 6-4, 7-6(7–3).
- Чилићу је то била прва (од две) титуле у сезони и друга у каријери.

### Парови
- Ерик Буторац /  Раџив Рам су победили  Станисласа Вавринку /  Жан-Клод Шерера са 7–5, 6–2.
- Буторцу је то била прва (од три) титуле у сезони и шеста у каријери.
- Раму је то била прва (од три) титуле у сезони и прва у каријери.